# Псамата
Псамата (грч. Ψάμαθη) је у грчкој митологији било име више личности.

## Митологија
1. Једна од нереида, супруга речног бога Протеја, која је са Еаком имала сина Фока,[1] а са својим мужем смртног сина Теоклимена и кћерку, нимфу Ејдо (Ејдотеју или Идотеју). Еак ју је уграбио на морској обали, а она да би се спасила, преобразила се у фоку. Ипак, Еак није одустао и она је зачела и родила Фока. Родитељи су јој, према Хесиодовој теогонији били Нереј и Дорида, а она је сматрана божанством пешчане обале.[2]
2. Кротопова кћерка, која је са Аполоном имала сина Лина.[1] Међутим, плашећи се оца, напустила је сина чим га је родила, па су га нашли овчарски пси и растргли.[3] Псамата није могла да сакрије тугу због тога и њен отац је схватио да је она дететова мајка, те је осудио на смрт. Због овог двоструког злочина, Аполон је на Аргос послао чудовиште Пену које је мајкама отимало и убијало децу.[4] Тужна судбина мајке и сина опевана је у тужбалицама.[3]

## Тумачење
Према неким изворима, мит о Еаковом, односно јунаковом, завођењу девојке која има кожу фоке је део фолклора готово свих европских земаља. По сценарију тих других митова, јунак на пустој и месечином обасјаној плажи гледа наге девојке које су у виду фока испловиле из мора, одбациле коже фока, како би могле да играју на песку. Он краде једну од тих кожа, како би могао да уцени једну од њих да му се пода или да је просто савлада. Након тога, она узима своју кожу и претворена у фоку, одлази у море.
Паусанија је мит о Псамати као несрећној мајци доводио у везу са митом о Манеросу, египатском житном духу. Наиме, Лин је дух биљке лан, који су, према Плинијевој „Историји природе“, сејали у песковитој земљи. Отуда му је баш Псамата мајка. Као што су певане тужбалице Лану и Псамати, тако су и Манеросу певали у доба жетве. Међутим, касније, мит је напросто одражавао породичне односе, што указује да је производња лана у тој области опала због најезде Дораца или због ниже египатске цене, или због оба ова разлога.